# Oeiras Atlético Clube
O Oeiras Atlético Clube, ou como é conhecido carinhosamente pela torcida, Carcará, é um clube brasileiro de futebol, da cidade de Oeiras, no Estado do Piauí. Suas cores são o amarelo, azul e vermelho, como a bandeira da cidade.

## História
O clube, fundado em 8 de setembro de 1997, nasceu do desejo do então prefeito da cidade (1996-2004), Tapety Neto (PMDB), de colocar o time de Oeiras na disputa do Piauiense. Já no ano de 1998 ele faz sua estreia na elite estadual, sendo a grande surpresa, terminando o campeonato com o terceiro lugar, chegando a final do segundo turno. 
Sua melhor colocação, no entanto, veio três anos depois, em 2001. Após duas campanhas razoáveis em 1999 e 2000 com um quinto e um quarto lugar, respectivamente, em 2001 o Carcará venceu o segundo turno do campeonato contra o Flamengo-PI. Na final a equipe empatou os dois jogos e perdeu o jogo extra contra o River-PI, ficando com o vice-campeonato.
No ano de 2002 o Oeiras disputou a Copa Norte, terminando a competição na lanterna de seu grupo, com uma vitória contra o Moto Clube e um empate contra o Sampaio Corrêa em seis jogos. No Campeonato Piauiense, o clube não conseguiu repetir a campanha anterior e termina na quarta colocação.
Com a mudança na administração municipal, o clube perde o apoio do poder público e com dificuldades financeiras, o Oeiras acaba fazendo sucessivas campanhas ruins, vagando entre a primeira e segunda divisão até 2009. Em 2010, antes de iniciar o campeonato, com o Estádio Municipal Gerson Campos fechado para reformas, o clube interrompe suas atividades. Nesse mesmo ano, o então prefeito, rival politico de Tapety Neto, cogita a criação de um novo clube na cidade, o que viria a acontecer anos depois, com a fundação da Associação Atlética Oeirense

No ano de 2015, após a construção de um estádio próprio, o Carcará ensaia uma volta disputando a 2º Divisão, mas não conquista o acesso e volta a interromper suas atividades. Autualmente o clube se encontra inativo, mas possui intenção de voltar a ativa.

## Desempenho em Competições

### Campeonato Piauiense - 1ª Divisão
| Ano  | Posição            |
| 1998 | 3º                 |
| 1999 | 5º                 |
| 2000 | 4º                 |
| 2001 | 2º (Vice-Campeão)  |
| 2002 | 4º                 |
| 2003 | 9º (Vice-Lanterna) |
| 2004 | 8º (Lanterna)      |
| 2005 | 7º (Vice-Lanterna) |
| 2009 | 8º (Lanterna)      |

### Campeonato Piauiense - 2ª Divisão
| Ano  | Posição                       |
| 2003 | 2º (Vice-campeão e promovido) |
| 2005 | 2º (Vice-campeão e promovido) |
| 2007 | 5º (Vice-Lanterna)            |
| 2015 | 3º                            |